# 2002年冬季残疾人奥林匹克运动会奥地利代表团
2002年冬季残疾人奥林匹克运动会奥地利代表团是奥地利派出的2002年冬季残疾人奥林匹克运动会代表团。获得9枚金牌、10枚银牌和10枚铜牌。